# Aeletes oromii
Aeletes oromii är en skalbaggsart som beskrevs av Yélamos 1995. Aeletes oromii ingår i släktet Aeletes och familjen stumpbaggar. Inga underarter finns listade i Catalogue of Life.